# Гргур Голубич

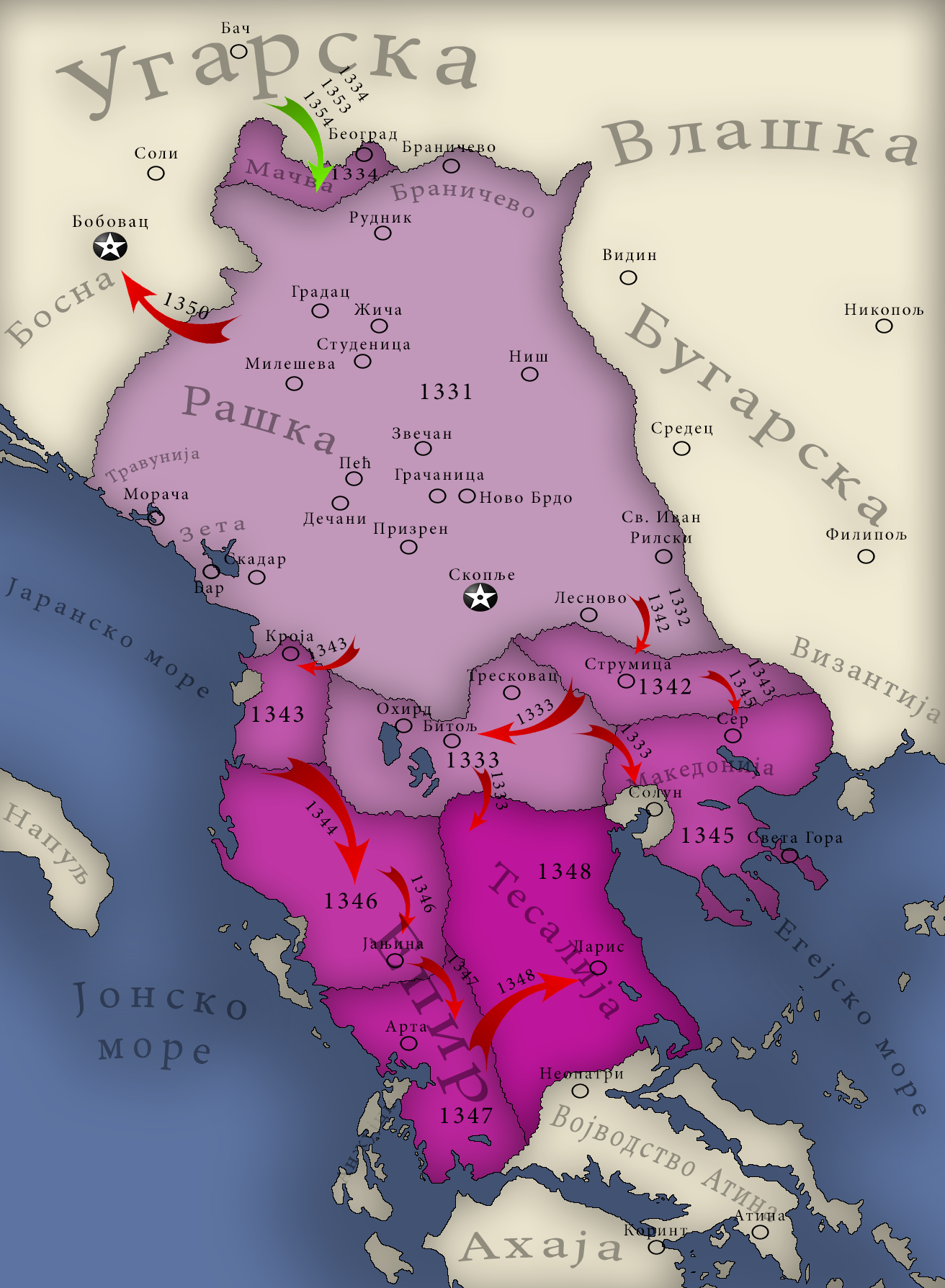
Сербське царство за часів імператора Душана.

Гргур Голубич (помер після 1365) — сербський цезар часів правління імператорів Душана Сильного та Уроша Слабкого.
Про життя цезаря Григорія відомостей мало. Про його великий вплив свідчить титул цезаря, який пов'язує його з династією Неманичів. Імператор Душан почав давати титул цезаря після створення Сербської імперії, а Гргур Голубич був першим, хто його носив. Гргур Голубич був відомий і в далекій Папській курії в 1347 році. До 1361 року кесар Гргур поклонив розкішні дари до церкви святого Миколая до Барі. Один із ктиторів є священним для діви в Оді в Охриді, який закінчився в 1361 році. В історіографії ототожнення деяких осіб із цезарем Гргуром через те саме ім'я створює велику плутанину. Гргур Голубич з'являється в дубровницьких джерелах між 1362 і в 1365 року, без жодного титулу, як довірена особа від двору Уроша. Він не зрівняється з цим імператором. Близько 1365 року кесар Гргур зникає з історичної сцени.

## Ідентифікація

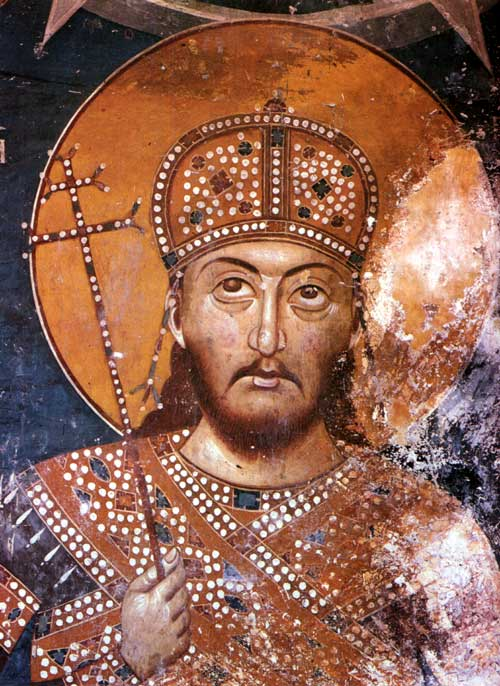
Сербський імператор Душан (1346—1355)

Виникало питання, чи є цезар Гргур, який згадується в усіх згаданих джерелах, однією й тією самою особою. Інші Гргуру фігурують у джерелах, але без прізвищ і титулів, тому невідомо, чи можна їх ідентифікувати з цезарем Гргуром. Проблему ідентифікації ускладнюють дубровницькі документи 1362 року. в якому Гргур Голубич згадується поруч із імператором Урошем, але без титулу цезаря. Джордж Суліс і Дональд Нікол, відомі візантологи, згадують про цезаря Гргура Перелюба, що створює додаткову плутанину. Був цезар Прелюб, намісник Душана у Фессалії, але навряд чи такі відомі візантійські вчені об'єднали б двох різних осіб в одну.
Першим істориком, який зайнявся питанням особистості цезаря Гргура, був Костянтин Їречек на початку ХХ століття. Він дійшов висновку, що джерела, крім кесаря Гргура Голубича, знають ще одного цезаря Гргура, прізвище якого невідоме. Це був Гргур Бранкович, син севастократора Бранко Младеновича. Їречек використав як доказ географічне розташування церкви Богородиці в Заумі, фундатором якої був Цезар Гргур. Бранко Младенович від часів Душана до 1365 року праиви в Охріді, чого було достатньо для Їречека, щоб скласти думку про засновницьку роль його сина Гргура і приписати йому титул цезаря, про який згадується в написі.
Дордже Радоїчич майже через півстоліття знову вивчав Заумський напис. Він довів, що Гргур, брат Вука Бранковича, ніколи не мав титулу цезаря. До того часу панувала в науці думка, творцем якої був Костянтин Їречек, була відкинута як неправдива. На історичній сцені залишився лише один цезар — Гргур Голубич. Однак неможливо довести, що засновником монастиря був цей Гргур, або що був інший кесар Гргур.

## Титул

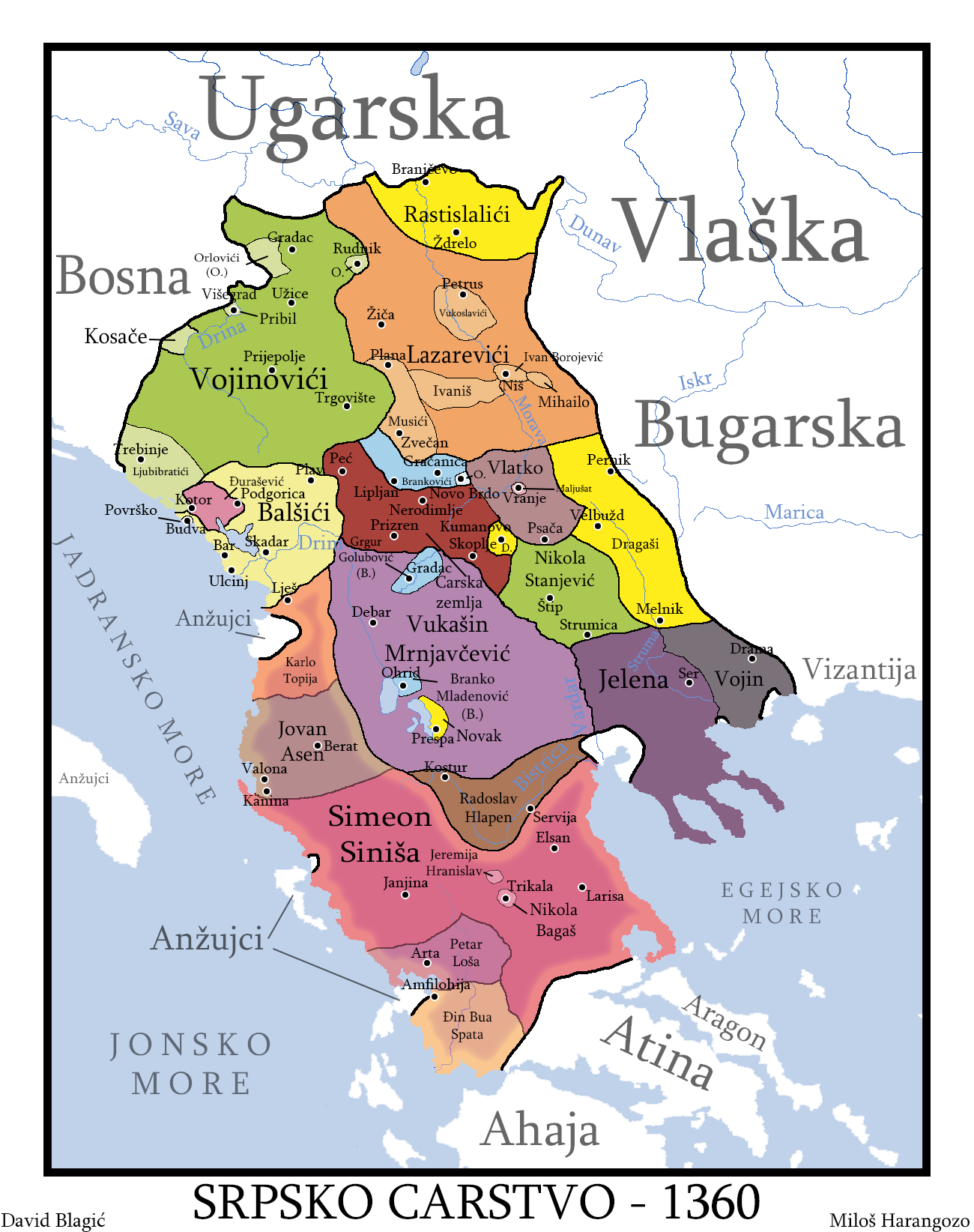
Сербське царство 1360 рік.

Походження, володіння, шлюбні зв'язки Гргура неможливо точно визначити. Титул цезар був введений сербським імператором Душаном разом із титулом деспота і севастократора за прикладом Візантійської імперії. Він нагороджував ним високопосадовців своєї держави, які часто були належали до його родини. Створення Сербської імперії в 1346 році. є terminus post quem для надання титулу цезаря Гргуру. Ймовірно, надання титулу цезар передбачало встановлення родинних або шлюбних стосунків з імператорською родиною. За ієрархією цезар кесаря йшов відразу після деспота і севастократора, і його носієм мала бути людина з авторитетом. Відомими цезарями Душана, крім Гргура, були цезар Прелюб, намісник Фессалії, і цезар Воїхна, намісник Серської області. Обидва були призначені в новозавойованих областях з функціями намісників. Це є непрямим свідченням того, що Гргуру також було призначено посаду намісника новозавойованої області.

## Життєпис
Перша згадка про цезаря Гргура пов'язана зі спробою імператора Душана укласти унію з Римо-католицькою церквою після проголошення імперії. Про це говорять листи папи Климента VI від березня 1347 року, які адресувалися різним значущим особам із оточення імператора. Їх також прийняв протовестіарій Нікола Буча. Крім Гргура, Gregorie Golubie Cesari regni Racie, їх також прийняли Михайло, князь Которський, Марко Рагасі, князьСкадарський Петар і капітан Бари Сканья Зар. З цього ми чітко бачимо, що Папа посилав листи до римо-католиків, від яких він сподівався прийняти ідею унії. Побічно можна зробити висновок, що Гргур мав відношення і до римо-католицької церкви. Невідомо, який вплив Гргур мав на той час на сербського імператора. Цезар Склавоній і Цезар Грегоцій згадуються 10 числа. Травень 1353 р в інвентарі крипти церкви Святого Миколая в Барі. Він прикріпив церковне начиння до крипти. Гргур подарував чотири срібні лампади. Відповідно до інвентаризації від 5 лютого 1361 року, бачимо, що Гргур також пожертвував дзвонову кадильницю із золота та срібла зі срібними ручками та чотирма емальованими гербами з червоними двоголовими орлами, митру, прикрашену 1008 перлами, столу та маніпулу. Такий цінний подарунок можна порівняти з подарунками сербських правителів, що свідчить про те, що Гргур був дуже зпможним.

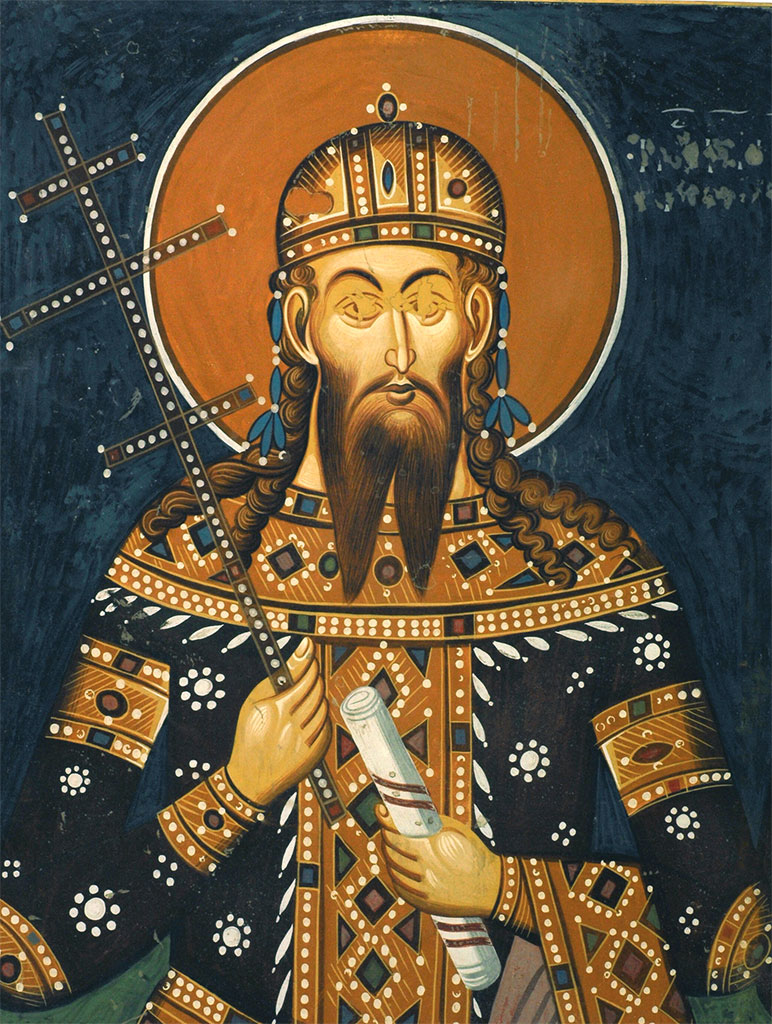
Імператор Урош (1355—1371)

В актах Дубровника з нагоди укладення миру в Оногоште 1362 року натрапляємо на згадку про Гргура Голубича без титулу. Йшлося про мирну угоду між Сербською імперією та Республікою Дубровник. У посередництві з сербської сторони брали участь князь Іван Голубич і його брат Гргур. Під час переговорів 14 липня брати отримали від Дубровника право громадянства з можливістю притулку в разі біди, а також гарантію недоторканності своїх вкладів у разі війни з Сербією. Гргур знову з'являється в документі, створеному через місяць, коли він прийшов з логофетом Деяном, щоб підтвердити мир. Тоді він отримав у подарунок 100 дукатів. Костянтин Їречек вважав, що цей Гргур Голубич був такою ж особою, як Цезар Гргур. Однак Георге Радоїчич вказав на проблему відсутності його титулу в дубровницьких документах, що важко пояснити, тим більше, що з'являється ієрархічно нижчий титул його брата Івана. Крім того, головну роль грав Іван, тоді як Гргур згадується випадково поруч із ним, що свідчить про те, що це можуть бути дві різні особи.
На підтвердження такої думки — новина про те, що за доходом 6 грудня 1365 Гргур Голубич, який носив титул князя, прибув до Дубровника як представник імператора Уроша. У пошуках відповіді на питання про життєвий шлях цезаря Гргура з листа папи Климента 1347 р. можливо, може допомогти Дубровницький документ 1333 року, який показує, що дубровчани під час переговорів про купівлю Стона спиралися на протовестия Ніколу Бучу та хорватського князя Гргура Куряковича. У грамоті царя Душана від 22 січня 1333 року, виданого в Полозі, який передає Пелешац Дубровнику, список свідків також включає Гргура Куряковича, «який у той час був при сербському дворі». Його чоловік, Младен, у квітні 1333 року, будучи каштеляном Скоп'є, він узяв для короля 50 перперів з дубровницького Граноя, що призвело до судового процесу. У травні 1333 р. Душан відокремив шість коней від данини Дубровника, яку надіслав йому князь Гргур Курякович. Ймовірно, Младен був людиною Гргура Куряковича. Гргур разом із своїми братами Будиславом і Павлом був у той час князем Крбави. Він відколовся від угорського короля Карла Роберта, про що згадується в документі 1326 року. Вони підтримували Неліпаца, який був їхнім зятем. Пізніше вони помирилися з королем.
Гргур з 1340 року зафіксований як голова родини у внутрішніх районах Далмації. Гргур Курякович був посередником між Венеційською республікою та угорським королем, а пізніше був звинувачений у невірності та ув'язнений. Звичайно, він не міг бути в Сербії за часів імперії, а також не міг мати титул цезаря. В установчій грамоті імператора Душана монастирю Святих Архангелів поблизу Прізрена (1348—1353) одним із жертводавців був цезар Гргур, який вклав у монастир свого чоловіка лихваря Дабижива, який мав зобов'язання щорічно надавати 18 лис. хутра для монастиря. З цієї інформації можна лише зробити висновок, що володіння цезаря Гргура були в районі Прізрена, де знаходився монастир Святих Архангелів.
Остання згадка про Гргура як цезаря міститься в фундаційному написі церкви Пресвятої Богородиці в Заумі поблизу Охрида від 1361 року. Крім нього згадується ім'я єпископа Девольського Григорія, який був засновником розпису. На основі цього напису багато істориків вважали, що Гргур був захумським походженням, що не обов'язково відповідає дійсності. Проте заснування цієї церкви є достатнім доказом того, що Гргур був православним. Володіння Гргура знаходилися, швидше за все, в околицях Охріда, тобто в Заумі, де була збудована церква.
Зіткнувшись з небезпекою з боку турків і з бажанням стати на чолі хрестового походу, 1354 року Душан продовжив переговори з авіньйонськими папами, надіславши французьку делегацію. Папа Інокентій VI у 1354 р. посилав місіонерів з листами до Сербської імперії, а також, як і його попередник, надсилав листи видатним діячам, що гуртувалися навколо сербського імператора. Цього разу лист не був адресований кесарю Гргуру. Зберігся також папський список 1354 року зі списком найпомітніших вельмож Душана, який також не включає Гргура. Можливо, той цезар, про якого згадував папа Климент, уже помер. Якби він не був мертвим, існує ймовірність, що цезар з 1347 року ототожнюється з тим Гргуром з 1361 року. Серед радників Душана Мавро Орбіні також згадує Цезаря Гргура (з Цезарем Воїхном). Хоча Сіма Чиркович визначив, що Которські хартії, використані Орбіном, були підробками, це не означає, що інформація, взята про Гргура, є автентичною. В одному записі є відомості, що якийсь Гргур за часів короля Вукашина (1365—1371) тримав Пологи. Йордан Іванов безпідставно ототожнював його з цезарем Гргуром. Гргур, чию дружину Теодору викрав син Вукашина Марко, а потім передав її своєму тестю Хлапену та знову одружився зі своєю першою дружиною Єленою, ототожнюється з Гргуром Бранковичем.